# The Canterbury Tales (Animationsfilmreihe)
The Canterbury Tales (russisch Кентерберийские рассказы, Kenterberiskije rasskasy) ist eine russisch-britische Animationsfilmreihe, die in drei Folgen 1998 und 2000 ausgestrahlt wurde. Sie beruht auf Episoden aus Geoffrey Chaucers Canterbury Tales.

## Handlung
Eine Gruppe Reisender pilgert von London zum Grab von Thomas Beckett in Canterbury. Um sich die Zeit zu vertreiben, erzählen sie sich verschiedene Geschichten.

## Produktion und Aufbau
The Canterbury Tales besteht aus den drei Folgen Leaving London, Arriving at Canterbury und The Journey Back. Die ersten beiden Folgen wurden am 21. und 22. Dezember 1998 auf BBC 2 ausgestrahlt; Folge drei lief am 18. Oktober 2000 erstmals im Fernsehen. Alle drei Folgen wurden 2005 auf DVD veröffentlicht.
In die Folgen wurden je drei Kurzanimationsfilme eingebettet, die in verschiedenen Techniken – darunter Zeichentrick, Knetanimation und Puppentrick – animiert wurden und von unterschiedlichen Regisseuren stammen:
Leaving London
- The Nun’s Priest’s Tale – Regie: Ashley Potter, Dave Antrobus (Pizazz; heute Studio AKA)
- The Knight’s Tale – Dave Antrobus, Mic Graves (Pizazz)
- The Wife of Bath’s Tale – Joanna Quinn

Arriving at Canterbury
- The Franklin’s Tale – Damian Gascoigne (Picasso Pictures)
- The Merchant’s Tale – Waleri Ugarow
- The Pardoner’s Tale – Sergei Olifirenko

The Journey Back
- The Squire’s Tale – Iain Gardner (Jumping Jack)
- The Canon’s Servant’s Tale – Aida Sjablikowa
- The Miller’s und The Reeve’s Tales – Deiniol Morris (Aaargh!)

## Auszeichnungen
The Canterbury Tales wurde 1999 für einen Oscar in der Kategorie „Bester animierter Kurzfilm“ nominiert, konnte sich jedoch nicht gegen Bunny durchsetzen. Im Jahr 1999 erhielt die Reihe zudem einen BAFTA in der Kategorie „Bester animierter Kurzfilm“.
Ashley Potter, Les Mills und Joanna Quinn erhielten für das Segment The Nun’s Priest’s Tale 1999 einen Emmy Award in der Kategorie „Outstanding Individual Achievement in Animation“. Für die zweite Folge wurde Penélope Middleboe 2000 mit einem BAFTA Cymru Award in der Kategorie „Beste Animation“ ausgezeichnet. Auf der Málaga International Week of Fantastic Cinema erhielt Jonathan Myerson 2000 den Preis für den besten Kurzfilm.